# Internorm
Internorm est une entreprise familiale autrichienne spécialisée dans la fabrication de menuiseries extérieures.

## Historique
En 1931, Eduard Klinger fonde un atelier de menuiserie et de serrurerie. Pendant la Seconde Guerre mondiale, l’atelier est dirigé par son épouse Franziska, qui parvient à le maintenir en état de production. L’entreprise profite de la reconstruction après-guerre pour croître. En 1963, Eduard Klinger obtient l’autorisation pour construire des fenêtres en plastique en Autriche, ce qui fait de lui le premier producteur d’huisseries en PVC du pays.
En 1967, l’entreprise Klinger est reprise par les enfants du fondateur, Eleonore, Eduard et Helmut, qui la rebaptisent Internorm. Elle poursuit sa croissance, et pour faire face à la hausse de la demande, les Klinger rachètent un fabricant de fenêtre à Sarleinsbach. Dans les années 1990, la gouvernance de l’entreprise passe à la troisième génération de Klinger. Ceux-ci fondent en 2002 la holding Internationale Fensternetzwerk (IFN), à laquelle Internorm est rattachée, ainsi que d’autres entreprises du bâtiment détenus par les Klinger.

## Activités

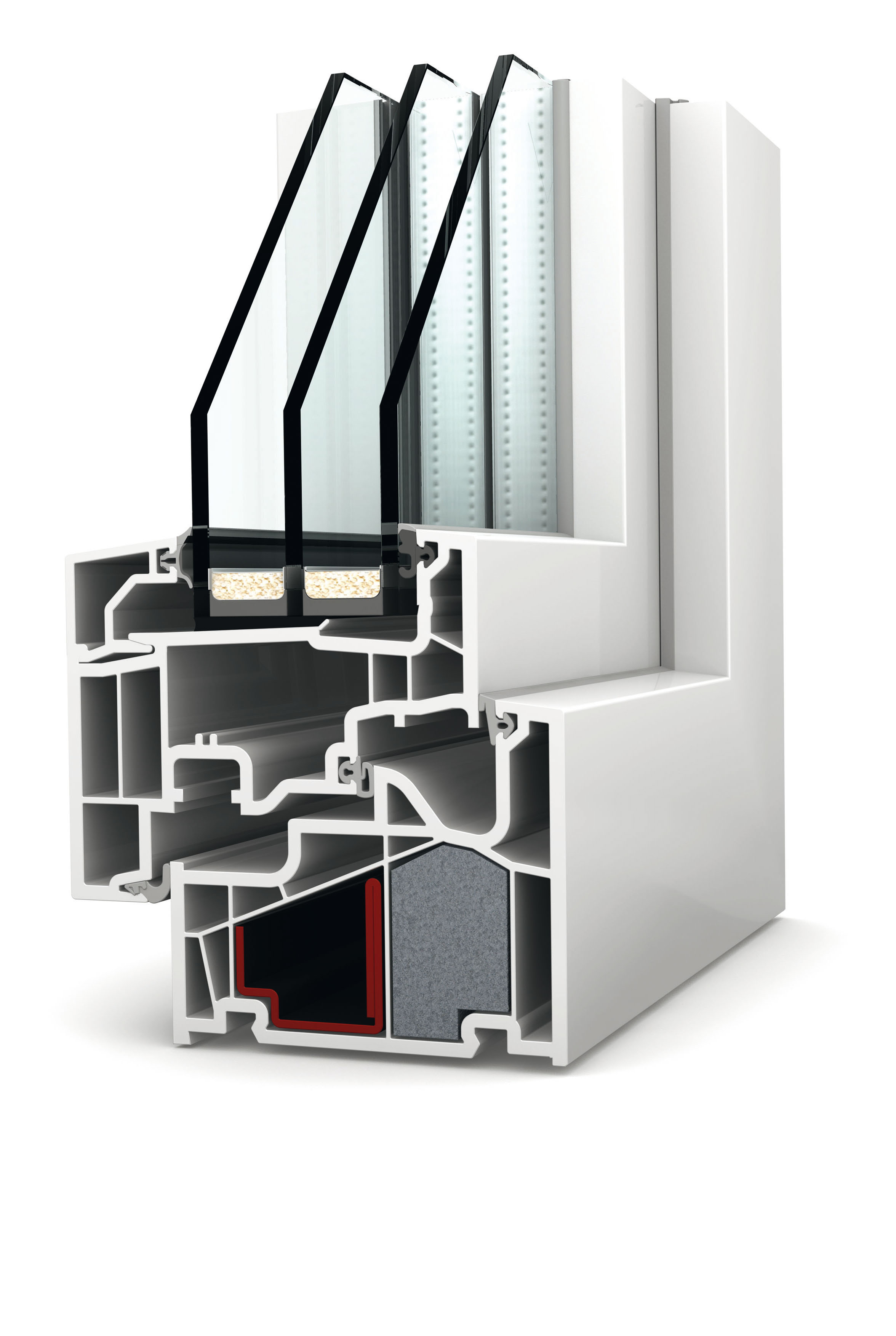
Coupe d’un modèle de fenêtre PVC Interform.

L’entreprise dispose de plusieurs sites de production. Les usines de Traun et Sarleinsbach produisent des portes et fenêtres PVC, tandis que celle de Lannach produit des fenêtres bois-aluminium. L’usine de Sarleinsbach est la plus grande de l’entreprise avec plus de six cents salariés en 2017. À cette date, les trois usines produisent environ 800 000 fenêtres par an. Bien que l’entreprise dispose de filiales à l’étranger, celles-ci ne font que de la vente, la production restant intégralement réalisée en Autriche en 2023.

## Gouvernance

### Dirigeants
La gouvernance d’Internorm est depuis sa fondation entre les mains de la famille Klinger. Elle est d’abord assurée par son fondateur Eduard, avec l’aide de son épouse Franziska, puis passe en 1967 à ses enfants Eleonore, Eduard et Helmut. Eleonore, qui a pris le nom de son époux Kubinger, se retire en 1991 en transmettant ses fonctions à son fils Stephan. Eduard et Helmut choisissent de même en 1996 l’un de leur enfant pour leur succéder, respectivement Anette et Christian. Ils continuent néanmoins de siéger au conseil d’administration après cette date.

### Holding et filiales
Internorm fait partie depuis 2002 de la holding Internationale Fensternetzwerk, dont elle est la plus grande filiale. La holding est elle-même entièrement détenue par la famille Klinger et comprend, outre Internorm, le fabricant de porte Topic, le façadier GIG et le fabricant de volets et protections solaires Schlotterer.

## Résultats

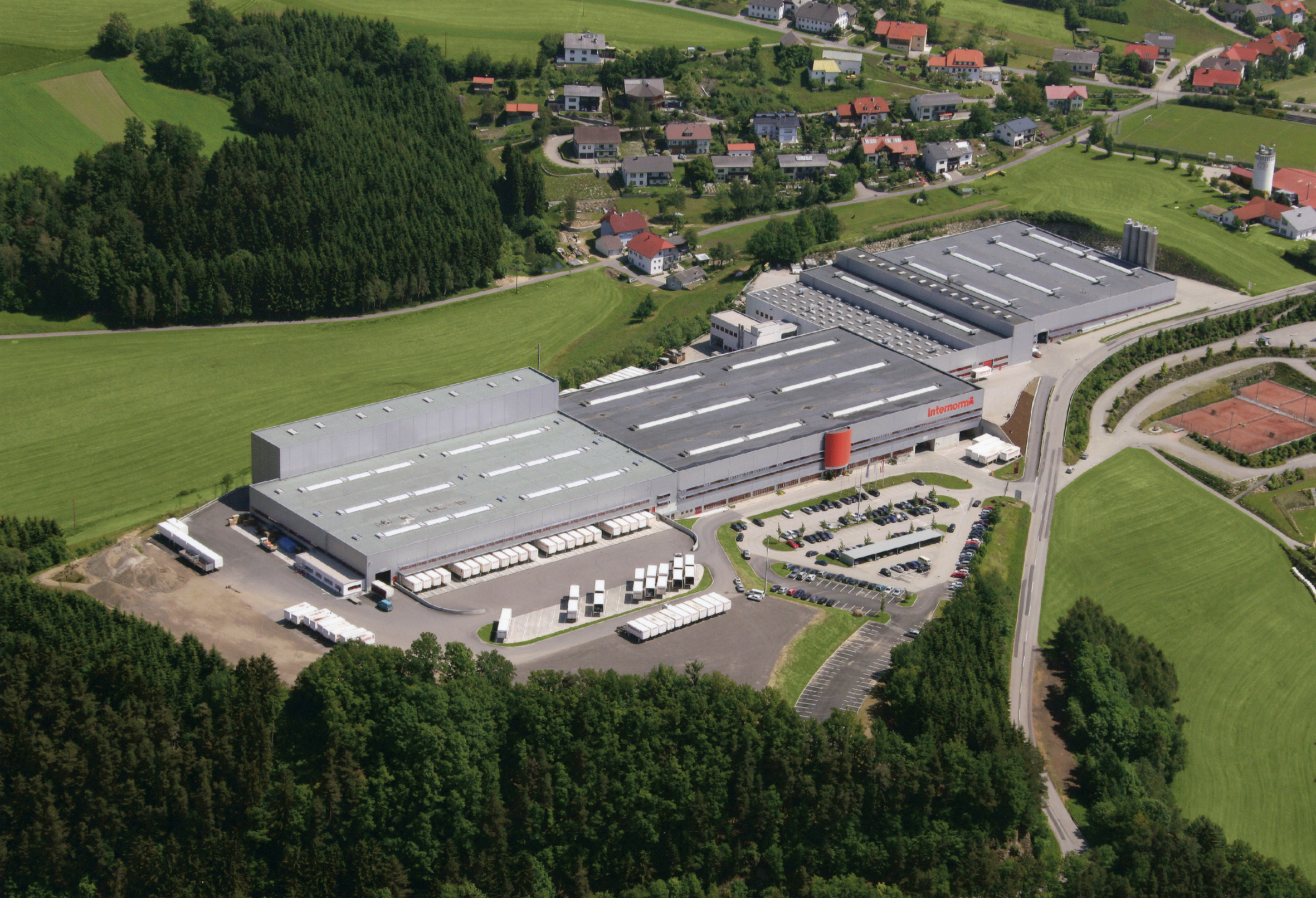
L’usine de Sarleinsbach en 2015.

En 2010, Internorm représente 305 millions d’euros de chiffre d’affaires sur les 345 réalisés par la holding IFN. À partir du milieu des années 2010, Internorm accroît considérablement son chiffre d’affaires grâce aux marchés russe, chinois et, dans une moindre mesure, vénézuélien. Le marché autrichien représente toutefois encore une large part des commandes avec 45% des produits destinés au marché intérieur en 2017. À l’international, Internorm détient à cette date environ 1,5% des parts de marché.
À la fin des années 2010 et au début des années 2020, l’entreprise fait face à un fort recul des ventes sur le marché britannique en raison du Brexit, ainsi qu’a des difficultés sur les marchés autrichiens et allemands. Elle parvient néanmoins à compenser ces pertes grâce aux marchés français, italien, suisse et est-européens. Elle parvient ainsi tout de même à réaliser un chiffre d'affaires de 494 millions d’euros en 2023, contre 488 millions d’euros l’année précédente. 
En dépit de la croissance de son chiffre d’affaires l’entreprise reste néanmoins contrainte de licencier durant la même période une centaine de salarié et de recourir au chômage partiel pour faire face à la baisse du volume général des ventes, notamment sur le marché autrichien qui ne représente plus que 36% des commandes. En outre, cette croissance est essentiellement portée par les aides gouvernementales à la rénovation,.